# Selección femenina de voleibol de Inglaterra
La selección femenina de voleibol de Inglaterra es el equipo representativo del país en las competiciones oficiales de voleibol. Su organización está a cargo de la Asociación inglesa de voleibol (English Volleyball Association, también denominada Voleyball England). Al 31 de enero de 2020 ocupaba el puesto número 117 en el ranking mundial de la FIVB.

## Historia
La asociación inglesa de voleibol se encuentra desde 1964 afiliada a la FIVB, lo que permitió que en 1971 Inglaterra dispute su único Campeonato Europeo a la fecha. Allí finalizó en la 18.ª y última posición tras perder sus tres partidos de fase de grupos ante Hungría (parciales de 15-1, 15-1 y 15-1) e Israel, y luego perder otros cinco partidos en la fase de grupos de equipos del 13.º al 18.º puesto. En total sumó siete derrotas en siete partidos, sin haber logrado ganar un set en toda la competencia.
En 2006 participó en las eliminatorias para el Mundial de Japón, pero finalizó cuarto en su grupo pudiendo vencer solo a la selección de Escocia.

### Equipo unificado y Juegos Olímpicos
En 2006 la FIVB autorizó a los equipos nacionales de Escocia, Irlanda del Norte e Inglaterra a fusionarse en la selección del Reino Unido con miras a participar de los Juegos Olímpicos de Londres 2012. Con este objetivo en mente, el equipo comenzó un programa de entrenamiento de tiempo completo en 2007, con un plan de cinco años para lograr ser un equipo competitivo en 2012. La financiación del gobierno al voleibol pasó de casi tres millones y medio de libras previo a Pekín 2008 a casi cuatro millones para Londres 2012, y el equipo compitió como Reino Unido en las dos primeras ediciones de la Liga Europea de Voleibol femenina en 2009 y 2010. En ambas terminó en última posición en su grupo, con un registro final de 12 derrotas en doce partidos disputados en cada edición. En 2010 volvió a participar en las eliminatorias para el Mundial, terminando tercero en su grupo y sin lograr pasar a la segunda ronda. La Copa Latina 2011 también le sirvió de preparación, logrando allí vencer a Chile por 3-0.
Antes del comienzo de los Juegos, el equipo recibió la noticia de que su financiamiento se había agotado, por lo que recurrieron a distintos tipos de eventos para recaudar fondos, como un recorrido de casi 500 kilómetros en bicicleta. A través de estos métodos lograron recaudar fondos para llegar a la competencia, donde tras caer 3-0 ante Rusia en su primer partido, lograron su primera victoria olímpica ante Argelia el 30 de julio. A pesar de perder sus cuatro partidos restantes, esta victoria les dio el 9.º puesto final en el torneo, igualando a selecciones de mayor historia y trayectoria como la de Turquía.

### Después de los Juegos
Tras los Juegos Olímpicos el equipo perdió prácticamente toda financiación estatal y se desbandó. La Confederación Europea de Voleibol manifestó a finales de 2012 que el reconocimiento del equipo unificado dependería únicamente del compromiso del gobierno inglés por sostener al equipo y asegurar su financiamiento hasta los Juegos de Río 2016, objetivo que no se cumplió: el financiamiento se desplomó a poco más de cien mil libras para los Juegos de 2016 y a apenas 73 350 para los de Tokio 2020.
En 2013 el equipo participó como Inglaterra de la Copa Novotel en Luxemburgo, donde cayó ante Noruega y la selección local pero derrotó a Escocia, finalizando en el tercer puesto de la competencia. David Goodchild, asistente del entrenador en los Juegos de 2012, se haría cargo del equipo a finales de 2015, y en 2016, tras varios años de inactividad, el equipo volvería a una competencia internacional para participar del Desafío Europeo Global (un torneo de exhibición) en Croacia, nuevamente como seleccionado inglés.
A comienzos de 2019 la exfutbolista y exvoleibolista olímpica británica Maria Bertelli asumió la dirección técnica del equipo. En 2020 retornaron a la Copa Novotel, donde tras caer frente a Luxemburgo y obtener sendos triunfos frente a Escocia (3-1) e Islandia (3-0) el equipo acabó en segundo lugar. Más de dos años tendrían que pasar hasta la próxima presentación internacional del equipo, en una nueva edición de la Copa Novotel en enero de 2023, donde el equipo cayó ante la selección sub-19 de Alemania por 3-2, seguida de una derrota 3-0 ante Luxemburgo y finalmente una victoria ante Irlanda por 3-0.